# Görögország az 1956. évi téli olimpiai játékokon
Görögország az olaszországi Cortina d’Ampezzóban megrendezett 1956. évi téli olimpiai játékok egyik részt vevő nemzete volt. Az országot az olimpián 1 sportágban 3 sportoló képviselte, akik érmet nem szereztek.

## Alpesisí
Férfi
| Versenyző             | Versenyszám      | 1. futam | 1. futam | 2. futam | 2. futam | Összesítés | Összesítés |
| Versenyző             | Versenyszám      | Idő      | Hely.    | Idő      | Hely.    | Idő        | Helyezés   |
| --------------------- | ---------------- | -------- | -------- | -------- | -------- | ---------- | ---------- |
| Hrísztosz Papajeorjíu | Lesiklás         |          |          |          |          | 8:03,2     | 47.        |
| Hrísztosz Papajeorjíu | Óriás-műlesiklás |          |          |          |          | 7:24,5     | 87.        |
| Aléxandrosz Vúxinosz  | Óriás-műlesiklás |          |          |          |          | kizárták   | kizárták   |
| Arísz Vatímbelasz     | Lesiklás         |          |          |          |          | 5:44,2     | 46.        |
| Arísz Vatímbelasz     | Műlesiklás       | kizárták | kizárták | kiesett  | kiesett  | kiesett    | kiesett    |
| Arísz Vatímbelasz     | Óriás-műlesiklás |          |          |          |          | 5:23,6     | 85.        |